# Llista de topònims de Santa Fe del Penedès
Llista de topònims (noms propis de lloc) del municipi de Santa Fe del Penedès, a l'Alt Penedès
Informació actualitzada per un bot. Els canvis manuals es perdran quan s'actualitzi!

## casa
| imatge | Nom            | Ubicat a             | instància de | Detalls                                  | coordenades                                                                                      | Protecció                                  | Commons (més fotos)                   | Dades a WD                    |
| ------ | -------------- | -------------------- | ------------ | ---------------------------------------- | ------------------------------------------------------------------------------------------------ | ------------------------------------------ | ------------------------------------- | ----------------------------- |
|        | Ca l'Americano | Santa Fe del Penedès | casa         | 1900                                     | 41° 23′ 02″ N, 1° 43′ 14″ E / 41.38386°N,1.72042°E ca:Carrer Feliciana Planas Ferret, 14, 08792  |                                            |                                       | Modifica les dades a Wikidata |
|        | Ca l'Hill      | Santa Fe del Penedès | casa         | 19th century                             | 41° 23′ 06″ N, 1° 43′ 14″ E / 41.38505°N,1.72048°E ca:Carrer Major, 6, 08792                     |                                            |                                       | Modifica les dades a Wikidata |
|        | Ca la Mília    | Santa Fe del Penedès | casa         | Estil: arquitectura popular 17th century | 41° 23′ 05″ N, 1° 43′ 13″ E / 41.384586°N,1.720294°E ca:Carrer Migdia, 4, 08792                  | bé integrant del patrimoni cultural català | Ca la Mília (Santa Fe del Penedès)    | Modifica les dades a Wikidata |
|        | Cal Ferret     | Santa Fe del Penedès | casa         | Estil: noucentisme 1925                  | 41° 23′ 03″ N, 1° 43′ 15″ E / 41.384078°N,1.720771°E ca:Carrer Feliciana Planas Ferret, 3, 08792 | bé integrant del patrimoni cultural català | Cal Ferret (Santa Fe del Penedès)     | Modifica les dades a Wikidata |
|        | Cal Montserrat | Santa Fe del Penedès | casa         | Estil: arquitectura popular 17th century | 41° 23′ 04″ N, 1° 43′ 14″ E / 41.384543°N,1.720475°E ca:Carrer Migdia, 2, 08792                  | bé integrant del patrimoni cultural català | Cal Montserrat (Santa Fe del Penedès) | Modifica les dades a Wikidata |

## edifici
| imatge | Nom            | Ubicat a             | instància de | Detalls                     | coordenades | Protecció                                  | Commons (més fotos)                   | Dades a WD                    |
| ------ | -------------- | -------------------- | ------------ | --------------------------- | --- | ------------------------------------------ | ------------------------------------- | ----------------------------- |
|        | el Forn        | Santa Fe del Penedès | edifici      | 19th century                | 41° 23′ 05″ N, 1° 43′ 13″ E / 41.38474°N,1.72019°E ca:Carrer Major, 12, 08792                                                            |                                            |                                       | Modifica les dades a Wikidata |
|        | la Casa Nova   | Santa Fe del Penedès | edifici      | 1681                        | 41° 23′ 19″ N, 1° 43′ 13″ E / 41.3887°N,1.72035°E ca:En un camí a llevant de les caves Giró Ribot i a ponent de la riera de la Casa Nova |                                            |                                       | Modifica les dades a Wikidata |
|        | la Cooperativa | Santa Fe del Penedès | edifici      | Estil: arquitectura popular | 41° 23′ 03″ N, 1° 43′ 15″ E / 41.38428°N,1.72096°E                                                                                       | bé integrant del patrimoni cultural català | La Cooperativa (Santa Fe del Penedès) | Modifica les dades a Wikidata |

## edifici residencial
| imatge | Nom            | Ubicat a             | instància de        | Detalls      | coordenades                                                                                    | Protecció | Commons (més fotos) | Dades a WD                    |
| ------ | -------------- | -------------------- | ------------------- | ------------ | ---------------------------------------------------------------------------------------------- | --------- | ------------------- | ----------------------------- |
|        | Ca la Sió      | Santa Fe del Penedès | edifici residencial | 19th century | 41° 23′ 05″ N, 1° 43′ 16″ E / 41.38473892211914°N,1.7211710214614868°E ca:Carrer de l'Horta, 4 |           |                     | Modifica les dades a Wikidata |
|        | Cal Montserrat | Santa Fe del Penedès | edifici residencial |              | 41° 23′ 03″ N, 1° 43′ 15″ E / 41.38422393798828°N,1.7207119464874268°E ca:Carrer Migdia, 2     |           |                     | Modifica les dades a Wikidata |

## element arquitectònic
| imatge | Nom                     | Ubicat a             | instància de          | Detalls      | coordenades                                                                                   | Protecció | Commons (més fotos) | Dades a WD                    |
| ------ | ----------------------- | -------------------- | --------------------- | ------------ | --------------------------------------------------------------------------------------------- | --------- | ------------------- | ----------------------------- |
|        | Pou de Glaç             | Santa Fe del Penedès | element arquitectònic |              | 41° 23′ 33″ N, 1° 43′ 25″ E / 41.39261°N,1.72357°E ca:A l'interior de la finca de Can Gustems |           |                     | Modifica les dades a Wikidata |
|        | pou del camí de l'horta | Santa Fe del Penedès | element arquitectònic | 20th century | 41° 23′ 03″ N, 1° 43′ 21″ E / 41.38428°N,1.72248°E ca:Camí de l'Horta, prop del cementiri     |           |                     | Modifica les dades a Wikidata |

## font
| imatge | Nom                         | Ubicat a             | instància de | Detalls      | coordenades | Protecció | Commons (més fotos)    | Dades a WD                    |
| ------ | --------------------------- | -------------------- | ------------ | ------------ | --- | --------- | ---------------------- | ----------------------------- |
|        | font de Baldús/Font del Met | Santa Fe del Penedès | font         |              | 41° 23′ 40″ N, 1° 42′ 36″ E / 41.39457°N,1.70992°E ca:65 m a l'est del Pont de Baldús (carretera C-244), proper al llit de la Riera de Santa Fe. |           |                        | Modifica les dades a Wikidata |
|        | font de la Casa Nova        | Santa Fe del Penedès | font         |              | 41° 23′ 25″ N, 1° 43′ 15″ E / 41.39023°N,1.72097°E ca:Sota un camp de vinya al nord-est de la Casa Nova                                          |           |                        | Modifica les dades a Wikidata |
|        | font del Carrer Migdia      | Santa Fe del Penedès | font         | 1936         | 41° 23′ 04″ N, 1° 43′ 13″ E / 41.38451°N,1.72035°E ca:Al carrer Migdia, davant de Ca la Mília                                                    |           | Font del carrer Migdia | Modifica les dades a Wikidata |
|        | font dels Pins              | Santa Fe del Penedès | font         | 20th century | 41° 23′ 07″ N, 1° 43′ 11″ E / 41.38521°N,1.71982°E ca:A la zona dels Pins de Cal Ferret.                                                         |           |                        | Modifica les dades a Wikidata |

## masia
| imatge | Nom                 | Ubicat a             | instància de | Detalls                                  | coordenades | Protecció                                  | Commons (més fotos)                  | Dades a WD                    |
| ------ | ------------------- | -------------------- | ------------ | ---------------------------------------- | --- | ------------------------------------------ | ------------------------------------ | ----------------------------- |
|        | Ca la Martra        | Santa Fe del Penedès | masia casa   | 19th century                             | 41° 23′ 08″ N, 1° 43′ 04″ E / 41.38559°N,1.71787°E ca:A 300 metres a l'oest del nucli urbà, per la carretera que passa sobre el torrent de la Casa Nova |                                            |                                      | Modifica les dades a Wikidata |
|        | Ca n'Urià           | Santa Fe del Penedès | masia        |                                          | 41° 23′ 26″ N, 1° 43′ 26″ E / 41.3905422864635°N,1.72393719408568°E 206 msnm                                                                            |                                            | Ca n'Urià                            | Modifica les dades a Wikidata |
|        | Cal Pou de Glaç     | Santa Fe del Penedès | masia        | 17th century                             | 41° 23′ 33″ N, 1° 43′ 25″ E / 41.3925480997795°N,1.72368266068204°E ca:Al final del camí que passa per Ca n'Urià, prop de la riera de Can Cartró.       |                                            |                                      | Modifica les dades a Wikidata |
|        | Cal Puig            | Santa Fe del Penedès | masia        | Estil: arquitectura popular 1661         | 41° 23′ 07″ N, 1° 43′ 14″ E / 41.385139°N,1.72063°E ca:Carrer Major, 2                                                                                  | bé integrant del patrimoni cultural català | Cal Puig (Santa Fe del Penedès)      | Modifica les dades a Wikidata |
|        | Cal Xic dels Botins | Santa Fe del Penedès | masia        |                                          | 41° 23′ 10″ N, 1° 43′ 56″ E / 41.386199°N,1.732353°E els Botins 215 msnm                                                                                |                                            | Cal Xic dels Botins                  | Modifica les dades a Wikidata |
|        | Can Florentí        | Santa Fe del Penedès | masia        |                                          | 41° 23′ 03″ N, 1° 43′ 38″ E / 41.3840745627803°N,1.72714927057007°E 231 msnm                                                                            |                                            | Can Florentí                         | Modifica les dades a Wikidata |
|        | Can Janet           | Santa Fe del Penedès | masia        |                                          | 41° 23′ 02″ N, 1° 42′ 59″ E / 41.3838739579172°N,1.71638948131383°E                                                                                     |                                            |                                      | Modifica les dades a Wikidata |
|        | Can Japona          | Santa Fe del Penedès | masia        |                                          | 41° 23′ 24″ N, 1° 43′ 28″ E / 41.3901155972162°N,1.72444789318832°E 208 msnm                                                                            |                                            | Can Japona                           | Modifica les dades a Wikidata |
|        | Can Jepet           | Santa Fe del Penedès | masia        |                                          | 41° 23′ 00″ N, 1° 42′ 58″ E / 41.3834473701232°N,1.71609888192991°E                                                                                     |                                            |                                      | Modifica les dades a Wikidata |
|        | Can Miquel          | Santa Fe del Penedès | masia        |                                          | 41° 23′ 11″ N, 1° 43′ 57″ E / 41.386284°N,1.732466°E els Botins 215 msnm                                                                                |                                            | Can Miquel (Santa Fe del Penedès)    | Modifica les dades a Wikidata |
|        | Can Morgades        | Santa Fe del Penedès | masia        |                                          | 41° 23′ 09″ N, 1° 43′ 56″ E / 41.38597°N,1.732138°E els Botins 215 msnm                                                                                 |                                            | Can Morgades (Santa Fe del Penedès)  | Modifica les dades a Wikidata |
|        | Can Pau             | Santa Fe del Penedès | masia        |                                          | 41° 23′ 23″ N, 1° 43′ 27″ E / 41.3897531276244°N,1.72425164646384°E                                                                                     |                                            |                                      | Modifica les dades a Wikidata |
|        | Can Rabassó         | Santa Fe del Penedès | masia        |                                          | 41° 23′ 19″ N, 1° 43′ 29″ E / 41.388651827554°N,1.72484728487143°E                                                                                      |                                            |                                      | Modifica les dades a Wikidata |
|        | Can Romeu           | Santa Fe del Penedès | masia        |                                          | 41° 22′ 56″ N, 1° 43′ 03″ E / 41.38229167°N,1.71746639°E 243 msnm                                                                                       |                                            |                                      | Modifica les dades a Wikidata |
|        | Can Seni            | Santa Fe del Penedès | masia        |                                          | 41° 23′ 10″ N, 1° 43′ 21″ E / 41.3861929121454°N,1.72241959498523°E 224 msnm                                                                            |                                            | Can Seni                             | Modifica les dades a Wikidata |
|        | Can Sereno          | Santa Fe del Penedès | masia        |                                          | 41° 23′ 24″ N, 1° 43′ 26″ E / 41.3899846155374°N,1.72400790454115°E                                                                                     |                                            |                                      | Modifica les dades a Wikidata |
|        | Can Serrí           | Santa Fe del Penedès | masia        |                                          | 41° 22′ 56″ N, 1° 43′ 01″ E / 41.3822403147265°N,1.71689998610923°E                                                                                     |                                            |                                      | Modifica les dades a Wikidata |
|        | Casa de l'Horta     | Santa Fe del Penedès | masia        |                                          | 41° 23′ 02″ N, 1° 43′ 33″ E / 41.383905°N,1.725946°E 232 msnm                                                                                           |                                            | Casa de l'Horta                      | Modifica les dades a Wikidata |
|        | Mas Messeguer       | Santa Fe del Penedès | masia        | 1776                                     | 41° 23′ 19″ N, 1° 43′ 52″ E / 41.38862222°N,1.73118889°E ca:Al final d'un camí de terra entre el camí de les Planes i el camí dels Botins 203 msnm      |                                            | Mas Messeguer (Santa Fe del Penedès) | Modifica les dades a Wikidata |
|        | Masia els Botins    | Santa Fe del Penedès | masia        | Estil: arquitectura popular 12nd century | 41° 23′ 11″ N, 1° 43′ 55″ E / 41.386284°N,1.731905°E ca:Ctra. 243, de Sant Sadurní a Vilafranca, km 6-7 213 msnm                                        | bé cultural d'interès local                | Masia els Botins                     | Modifica les dades a Wikidata |
|        | la Casa del Pont    | Santa Fe del Penedès | masia        |                                          | 41° 23′ 21″ N, 1° 42′ 57″ E / 41.38904°N,1.71585°E ca:A llevant del nucli urbà de Santa Fe, a les caves Giró Ribot                                      |                                            |                                      | Modifica les dades a Wikidata |

## nucli de població
| imatge | Nom                 | Ubicat a             | instància de              | Detalls      | coordenades | Protecció | Commons (més fotos)            | Dades a WD                    |
| ------ | ------------------- | -------------------- | ------------------------- | ------------ | --- | --------- | ------------------------------ | ----------------------------- |
|        | el Pont             | Santa Fe del Penedès | nucli de població suburbi |              | 41° 23′ 22″ N, 1° 43′ 00″ E / 41.389570836301°N,1.716681300014°E 222 msnm                                           |           | El Pont (Santa Fe del Penedès) | Modifica les dades a Wikidata |
|        | els Botins          | Santa Fe del Penedès | nucli de població         |              | 41° 23′ 10″ N, 1° 43′ 56″ E / 41.386239°N,1.732187°E 214 msnm                                                       |           | Els Botins                     | Modifica les dades a Wikidata |
|        | la Barberana        | Santa Fe del Penedès | nucli de població         |              | 41° 23′ 36″ N, 1° 44′ 13″ E / 41.393397933548°N,1.7369402326782°E                                                   |           | La Barberana                   | Modifica les dades a Wikidata |
|        | les Cases de Baldús | Santa Fe del Penedès | nucli de població         | 18th century | 41° 23′ 36″ N, 1° 42′ 24″ E / 41.3932764696002°N,1.70663539369403°E ca:Masia Baldús, 9. Plaça de les Alzines, 08792 |           |                                | Modifica les dades a Wikidata |

## obra escultòrica
| imatge | Nom                                    | Ubicat a             | instància de     | Detalls | coordenades                                                                                               | Protecció | Commons (més fotos) | Dades a WD                    |
| ------ | -------------------------------------- | -------------------- | ---------------- | ------- | --- | --------- | ------------------- | ----------------------------- |
|        | Escultura de la plaça del Centre Cívic | Santa Fe del Penedès | obra escultòrica | 2004    | 41° 23′ 00″ N, 1° 43′ 15″ E / 41.38333°N,1.72094°E ca:A la plaça del Centre Cívic de Santa Fe del Penedès |           |                     | Modifica les dades a Wikidata |
|        | Escultura del Racó de la Pau           | Santa Fe del Penedès | obra escultòrica | 2006    | 41° 23′ 04″ N, 1° 43′ 18″ E / 41.38441°N,1.72156°E ca:Al Racó de la Pau, al nucli urbà de Santa Fe        |           |                     | Modifica les dades a Wikidata |
|        | Escultura dels Pins de Cal Ferret      | Santa Fe del Penedès | obra escultòrica | 2003    | 41° 23′ 07″ N, 1° 43′ 12″ E / 41.38525°N,1.72003°E ca:A la zona dels Pins de Cal Ferret                   |           |                     | Modifica les dades a Wikidata |

## rellotge de sol
| imatge | Nom                             | Ubicat a             | instància de    | Detalls          | coordenades                                                                  | Protecció | Commons (més fotos)             | Dades a WD                    |
| ------ | ------------------------------- | -------------------- | --------------- | ---------------- | ---------------------------------------------------------------------------- | --------- | ------------------------------- | ----------------------------- |
|        | Rellotge de Sol de Cal Puig     | Santa Fe del Penedès | rellotge de sol | 20th century     | 41° 23′ 06″ N, 1° 43′ 15″ E / 41.38512°N,1.72072°E ca:Carrer Major, 2, 08792 |           |                                 | Modifica les dades a Wikidata |
|        | Rellotge de Sol de la Barberana | Santa Fe del Penedès | rellotge de sol | Estat: bon estat | 41° 23′ 34″ N, 1° 44′ 14″ E / 41.39268°N,1.73721°E ca:La Barberana           |           | Rellotge de Sol de la Barberana | Modifica les dades a Wikidata |

## Misc
| imatge | Nom                                                                 | Ubicat a                                                                          | instància de                                   | Detalls                                 | coordenades | Protecció                                  | Commons (més fotos)                   | Dades a WD                    |
| ------ | ------------------------------------------------------------------- | --------------------------------------------------------------------------------- | ---------------------------------------------- | --------------------------------------- | --- | ------------------------------------------ | ------------------------------------- | ----------------------------- |
|        | Campana en record de Mossèn Julià Altet i els campaners de Santa Fe | Santa Fe del Penedès                                                              | mobiliari urbà monument campana                | 2007                                    | 41° 23′ 04″ N, 1° 43′ 16″ E / 41.38456°N,1.72109°E ca:Plaça de l'Església, davant de la cantonada sud-oest de l'església parroquial de Santa Maria |                                            |                                       | Modifica les dades a Wikidata |
|        | Carrer Feliciana Planas                                             | Santa Fe del Penedès                                                              | conjunt urbà                                   |                                         | 41° 23′ 03″ N, 1° 43′ 15″ E / 41.384029388427734°N,1.720700979232788°E ca:Carrer Feliciana Planas                                                  |                                            |                                       | Modifica les dades a Wikidata |
|        | Els Pins de Cal Ferret                                              | Santa Fe del Penedès                                                              | jardí públic indret                            |                                         | 41° 23′ 07″ N, 1° 43′ 12″ E / 41.38528°N,1.72011°E ca:Prop del centre urbà de Santa Fe, prop de Cal Ferret                                         |                                            |                                       | Modifica les dades a Wikidata |
|        | Granges Cabestany                                                   | Santa Fe del Penedès                                                              | granja                                         |                                         | 41° 22′ 54″ N, 1° 43′ 30″ E / 41.3816906537786°N,1.72498329795121°E                                                                                |                                            | Granges Cabestany                     | Modifica les dades a Wikidata |
|        | Monument als donants de sang a Santa Fe del Penedès                 | Santa Fe del Penedès                                                              | monument                                       | 2019-09-28 Anomenat per: donant de sang | 41° 23′ 04″ N, 1° 43′ 16″ E / 41.38438333333333°N,1.7211°E                                                                                         |                                            |                                       | Modifica les dades a Wikidata |
|        | Pedró de la Granada                                                 | Santa Fe del Penedès la Granada                                                   | muntanya                                       |                                         | 41° 23′ 09″ N, 1° 42′ 21″ E / 41.38570139°N,1.70589167°E 308.4 msnm                                                                                |                                            | Pedró de la Granada                   | Modifica les dades a Wikidata |
|        | Pont de Baldús                                                      | Santa Fe del Penedès                                                              | pont                                           | Estat: malmès                           | 41° 23′ 43″ N, 1° 42′ 32″ E / 41.39516°N,1.70895°E ca:A 325 metres del trencant que porta a Baldús en direcció nord per la carretera C-244         |                                            |                                       | Modifica les dades a Wikidata |
|        | Pou Comú/Pou de l'Horta/Pou Major/Pou dels Moros                    | Santa Fe del Penedès                                                              | pou element arquitectònic                      | Estat: malmès                           | 41° 22′ 57″ N, 1° 43′ 43″ E / 41.38243°N,1.72851°E ca:A la confluència del Camí de l'Horta amb el Camí de la Casa Vermella 229 msnm                |                                            | Pou de l'Horta                        | Modifica les dades a Wikidata |
|        | Rectoria de Santa Fe del Penedès                                    | Santa Fe del Penedès                                                              | rectoria                                       | Estil: noucentisme 1925                 | 41° 23′ 04″ N, 1° 43′ 16″ E / 41.384314°N,1.720993°E ca:Carrer de l'Horta, 4, 08792                                                                | bé integrant del patrimoni cultural català | Ca la Sió                             | Modifica les dades a Wikidata |
|        | Santa Fe del Penedès                                                | Santa Fe del Penedès                                                              | entitat singular de població capital municipal | 360 hab                                 | 41° 23′ 05″ N, 1° 43′ 16″ E / 41.384777°N,1.721021°E 238 msnm                                                                                      |                                            |                                       | Modifica les dades a Wikidata |
|        | Santa Maria de Santa Fe del Penedès                                 | Santa Fe del Penedès                                                              | església                                       | Estil: arquitectura barroca 1672        | 41° 23′ 05″ N, 1° 43′ 16″ E / 41.384685°N,1.721082°E ca:Plaça de l'Església                                                                        | bé integrant del patrimoni cultural català | Santa Maria de Santa Fe del Penedès   | Modifica les dades a Wikidata |
|        | bosc dels Pujols                                                    | Santa Fe del Penedès                                                              | bosc                                           |                                         | 41° 23′ 12″ N, 1° 42′ 26″ E / 41.3866°N,1.70717°E ca:Al sector Est del municipi, al límit municipal amb Guardiola de Font-rubí i la Granada        |                                            |                                       | Modifica les dades a Wikidata |
|        | casa consistorial de Santa Fe del Penedès                           | Santa Fe del Penedès                                                              | casa consistorial                              |                                         | 41° 23′ 04″ N, 1° 43′ 17″ E / 41.3844546°N,1.7212751°E                                                                                             |                                            |                                       | Modifica les dades a Wikidata |
|        | cementiri de Santa Fe del Penedès                                   | Santa Fe del Penedès                                                              | cementiri                                      | 1923                                    | 41° 23′ 02″ N, 1° 43′ 25″ E / 41.38396°N,1.7236°E ca:Camí de l'Horta, s/n,                                                                         |                                            | Cementiri de Santa Fe del Penedès     | Modifica les dades a Wikidata |
|        | creu de terme de Santa Fe del Penedès                               | Santa Fe del Penedès                                                              | creu de terme                                  | 1997                                    | 41° 23′ 04″ N, 1° 43′ 16″ E / 41.38445°N,1.72099°E ca:Plaça de l'Església                                                                          | bé cultural d'interès local                | Creu de terme de Santa Fe del Penedès | Modifica les dades a Wikidata |
|        | riera de Santa Fe                                                   | el Pla del Penedès Santa Fe del Penedès Avinyonet del Penedès la Granada Subirats | curs d'aigua                                   | Desemboca: riera de Lavernó             | 41° 23′ 57″ N, 1° 45′ 03″ E / 41.39923392037931°N,1.7507314682006838°E                                                                             |                                            |                                       | Modifica les dades a Wikidata |